# إم. كالدويل باتلر
إم. كالدويل باتلر هو محامي وسياسي أمريكي، ولد في 2 يونيو 1925 في روانوك في الولايات المتحدة، وتوفي بنفس المكان في 29 يوليو 2014. نشط حزبياً في الحزب الجمهوري. وقد انتخب عضو مجلس نواب الولايات المتحدة عن ولاية فرجينيا ‏ وانتخب عضو مجلس النواب الأمريكي ‏.